# Cochlostoma hellenicum
Cochlostoma hellenicum – gatunek małego ślimaka lądowego z rodziny Cochlostomatidae, występujący endemicznie w centralnej części Grecji oraz na wyspach: Eubea, Tinos i Xeronisi. Muszla o wymiarach 9–11 × 3,5–5,5 mm i brązowawo-czerwonej, dość jednolitej, barwie. Pokrywa ją regularne, białe żebrowanie. Szew muszli jest płaski.
Fauna Europaea wyróżnia 2 podgatunki tego ślimaka:
- Cochlostoma hellenicum hellenicum
- Cochlostoma hellenicum athenarum.